# Cimetière d'Hütteldorf

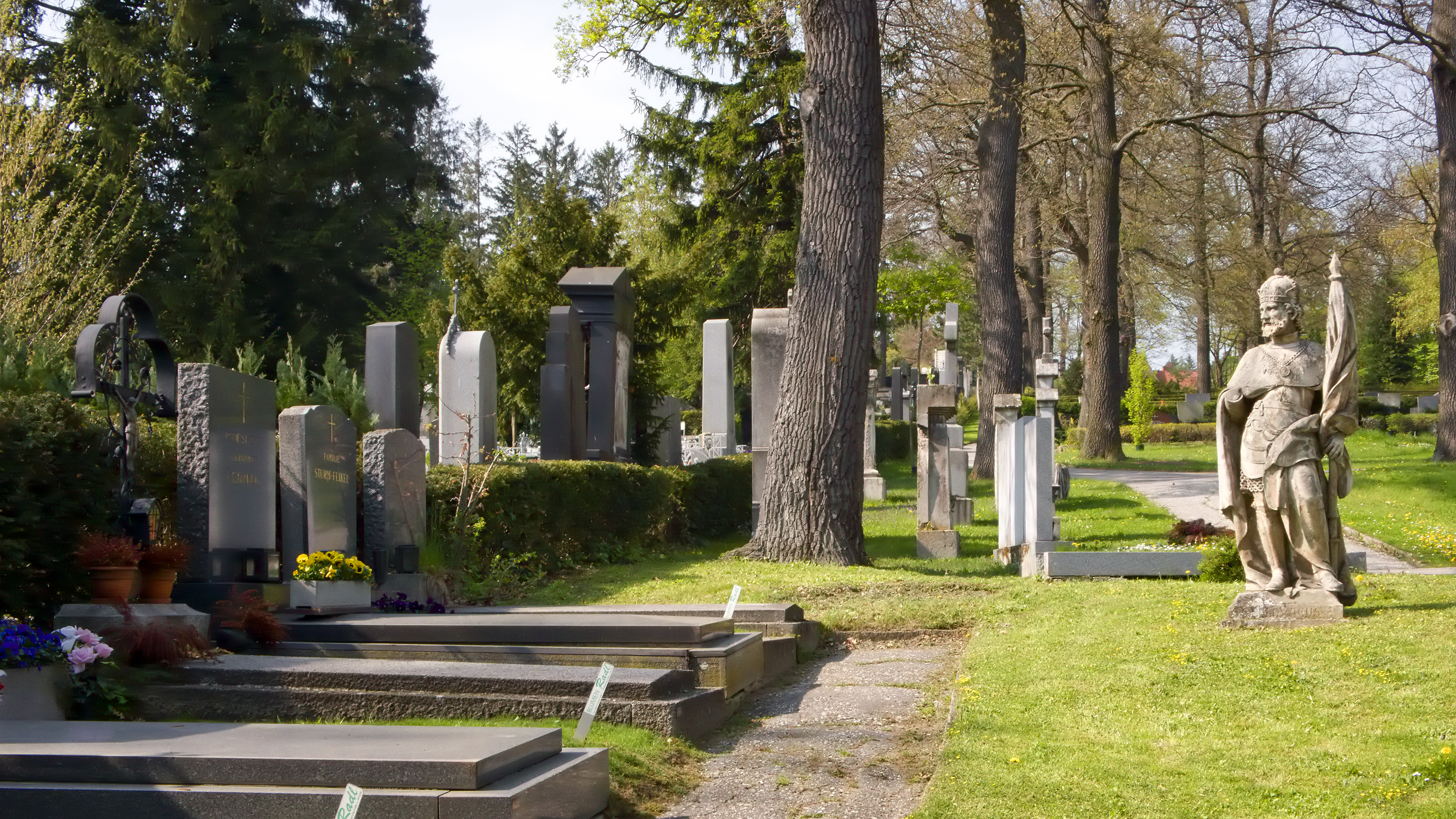
Vue du cimetière d’Hütteldorf

Le cimetière d'Hütteldorf (Hütteldorfer Friedhof) est un cimetière situé à Penzing, nom donné au 14e arrondissement de la ville autrichienne de Vienne, dans le quartier et ancien village d’Hütteldorf.

## Historique
Le cimetière a été ouvert en 1811, à une époque où Hütteldorf n’était pas encore attaché à Vienne (le village le sera en 1891). Il se trouve au nord de la Linzer Straße, au no 46 de la Samptwandnergasse, dans la partie résidentielle du quartier. Il s’étend sur une surface de 49 510 mètres carrés et comprend 4 652 tombes.
Le cimetière est agrandi en 1875 de 1 815 mètres carrés dans sa partie ouest. Il est doté en même temps d’une nouvelle enceinte et d’un nouveau portail d’entrée. Il est à nouveau agrandi en 1895, mais c’est surtout dans les années suivantes qu’il est aménagé avec des arbres, des allées et des pelouses et agrandi, le quartier étant devenu un endroit élégant. Une chapelle est construite en 1928, agrandie ensuite avec un clocher. Elle est démolie pour laisser la place à un bâtiment moderne en 1967 qui sert de salle funéraire.
Le cimetière est encore agrandi dans les années 1950 et en 1972.

## Personnalités enterrées
- Ignaz Franz Castelli (1781-1862), dramaturge et poète
- Friedrich Halm, né baron de Münch-Bellinghausen (1806-1871), poète, romancier et dramaturge
- Max Kurzweil (1867-1916), peintre cofondateur de la Sécession viennoise
- Leopold Petznek (1881-1956), homme politique socialiste, second époux de l’ancienne archiduchesse Élisabeth-Marie d’Autriche
- Élisabeth-Marie d’Autriche (1883-1963), ancienne archiduchesse d’Autriche, divorcée du prince Othon de Windisch-Graetz, dite l’Archiduchesse rouge, seconde épouse de Leopold Petznek
- Karl Sterrer (1885-1972), peintre et graphiste